# Kuluhun Taibesi Leten
Kuluhun Taibesi Leten (indonesisch Kuluhun Taibesi Atas, deutsch „Culuhun Ober-Taibesi“) ist ein Ortsteil der osttimoresischen Landeshauptstadt Dili im Suco Culu Hun (Verwaltungsamt Cristo Rei, Gemeinde Dili).

## Geographie und Einrichtungen
Der Stadtteil nimmt den Südwesten des Sucos Culu Hun ein. Nördlich der Avenida de Becora liegt der Stadtteil Kuluhun de Cima und östlich der Rua do Enfermeiro Matias Duarte der Stadtteil Becusi de Baixo. Im Westen bildet der Mota Bidau einen Teil der Grenze zu Bemori Taibesi, das sich weiter nach Süden ausdehnt und südlich der Rua Fonte dos Namorados  in den eigentlichen Stadtteil Taibesi übergeht.
Zu Kuluhun Taibesi Leten gehören die Aldeias Funu Hotu, Nato und Soru Motu Badame. Im Südosten von Soru Motu Badame befindet sich das Convento de São José.